# Psara rufescentalis
Psara rufescentalis là một loài bướm đêm trong họ Crambidae.